# Église Saint-Symphorien de Nazelles-Négron
L'église Saint-Symphorien est une église catholique située à Nazelles-Négron, en France.

## Localisation
L'église est située dans le département français d'Indre-et-Loire, sur la commune de Nazelles-Négron.

## Historique
L'édifice est inscrit au titre des monuments historiques en 1953.